# マツケンクエスト 〜異世界召喚されたマツケン、サンバで魔王を成敗致す〜
『マツケンクエスト 〜異世界召喚されたマツケン、サンバで魔王を成敗致す〜』（マツケンクエスト いせかいしょうかんされたマツケン、サンバでまおうをせいばいいたす）は林たかあき原作、遠田マリモ作画による日本の漫画作品。『月刊少年チャンピオン』（秋田書店）にて、2023年12月号より2025年7月号まで連載。
俳優・歌手の「マツケン」こと松平健が異世界へ召喚され、平和を脅かす魔王の軍勢を相手に剣戟で無双を繰り広げるバトル漫画である。
神宮外苑花火大会のゲストとして煌びやかな衣装で『マツケンサンバ』を歌い踊る松平のパフォーマンスを見た担当編集者が「松平健さんだったら異世界で魔王を倒せるのでは…!?」と着想を得て、所属事務所を通じて松平本人に企画を打診したことにより、連載が実現した。松平本人が監修で目を通しており、作中での刀の持ち方を修正するよう依頼したという。

## 登場人物
マツケン
芸能界の第一線で活躍し続ける俳優・歌手。煌びやかな衣装を身に纏い、常に人々を咲顔（えがお）にすることを最優先にパフォーマンスを行う。公演の最中にアルティスの手で異世界へ召喚され、魔物の襲来に遭遇したところにあった三つ葉葵の紋が入った刀を手に応戦し、魔物を一刀両断したことがきっかけで、世界を脅かす魔王を討伐するための旅に同行する。
召喚された時は公演の最中だったため、金色に光り輝く舞台衣装そのままの姿であり、アルティスからは「キラキラのおじさん」と呼ばれていた。長年の時代劇出演で培った剣戟により、並みの魔物では太刀打ちできないほどの高い戦闘力を誇り、フィニッシュでは「マツケン燦刃（サンバ）」や「マツケン大乱闘（フェスティバル）」などの必殺剣を繰り出す。
アルティス
異世界の女勇者。気が弱く、追い詰められるとすぐに泣き出してしまう。魔王の侵攻により、王国各地の洞窟から出現するようになった魔物の封印を命じられたが、苦戦を強いられていたところに誰かが書いた魔法陣を発見して一か八かで召喚魔法を試みたところ、マツケンが降臨した。
ティカ
女勇者。重い過去から魔物に強い憎しみを抱いており、「正義は振りかざす刀ではなく、大切な咲顔を守る盾」を信条とするマツケンとの価値観の相違から、行く先々で協調と対立を繰り返す。
トクガワヨシムネ
異世界に降臨した魔王。マツケンが長年演じてきた時代劇の主役と同名だが、どのような因縁を持つのかは謎に包まれている。

## 書誌情報
- 原作：林たかあき、作画：遠田マリモ『マツケンクエスト 〜異世界召喚されたマツケン、サンバで魔王を成敗致す〜』秋田書店〈少年チャンピオン・コミックス〉、全5巻
  1. 2024年4月15日初版発行（同年4月8日発売）、ISBN 978-4-253-22987-6
  2. 2024年8月7日発売、ISBN 978-4-253-22988-3
  3. 2024年12月6日発売、ISBN 978-4-253-22989-0
  4. 2025年4月8日発売、ISBN 978-4-253-22990-6
  5. 2025年8月7日発売、ISBN 978-4-253-22998-2

## プロモーション
2024年2月9日配信のYouTubeチャンネル『マツケンTube』では、本作の第1話を松平本人が朗読した。
本作と同じ秋田書店の『ミステリーボニータ』では、2023年7月号より小林幸子が魔王として異世界に召喚され、勇者に滅ぼされた魔界を再建する『異世界小林幸子 〜ラスボス降臨!〜』が連載されているが、両作とも「有名人異世界召喚もの」という共通項があることから第1巻の発売日を統一し、池袋で期間限定のポップアップストアを開店する合同キャンペーンが行われた。